# 雅娜·特施克
雅娜·特施克（德語：Jana Teschke，1990年9月22日—），德国女子曲棍球运动员。她曾代表德国国家队参加2016年夏季奥林匹克运动会女子曲棍球比赛，获得一枚铜牌。